# Through the Rings
Through the Rings is een studioalbum van Volt uit 2005. De vorige twee albums ging over begrippen uit de ruimtevaart, dit album blijft meer op Aarde, hoewel de titels daar niet op wijzen. Stemmingen van de mens zijn gekoppeld aan titels die een wat algemener karakter hebben, ook weer deels verwijzend naar de ruimtevaart. De muziek is ambientachtig gebouwd rond elektronische muziek uit de Berlijnse School. 
Het hoesontwerp is van Pablo Magne en laat een Saturnusachtige planeet zien. 

## Musici
- Michael Shipway, Steve Smith – toetsinstrumenten.

## Tracklist
| Nr. | Titel                              | Duur  |
| --- | ---------------------------------- | ----- |
| 1.  | Journey to the Rim (verwachting)   | 21:35 |
| 2.  | Dark Entrance (angst)              | 15:04 |
| 3.  | Through the Rings (opwinding)      | 20:48 |
| 4.  | Soaring beneath the Surface (hoop) | 15:41 |